# Jörg Friedrich (remero)
Jörg Friedrich (7 de julio de 1959) es un deportista de la RDA que compitió en remo.
Participó en los Juegos Olímpicos de Moscú 1980, obteniendo una medalla de oro en la prueba de ocho con timonel. Ganó cuatro medallas en el Campeonato Mundial de Remo entre los años 1979 y 1983.

## Palmarés internacional
| Juegos Olímpicos   | Juegos Olímpicos  | Juegos Olímpicos | Juegos Olímpicos   |
| Año                | Lugar             | Medalla          | Prueba             |
| ------------------ | ----------------- | ---------------- | ------------------ |
| 1980               | Moscú (URSS)      | Medalla de oro   | Ocho con timonel   |
| Campeonato Mundial |                   |                  |                    |
| Año                | Lugar             | Medalla          | Prueba             |
| 1979               | Bled (Yugoslavia) | Medalla de oro   | Ocho con timonel   |
| 1981               | Múnich (RFA)      | Medalla de oro   | Cuatro con timonel |
| 1982               | Lucerna (Suiza)   | Medalla de plata | Ocho con timonel   |
| 1983               | Duisburgo (RFA)   | Medalla de plata | Cuatro con timonel |